# Rudolf Wetzler

Wetzler, stehend rechts
und Mitspieler des Freiburger FC
in einer Aufnahme aus dem Jahr 1898.
Einige von ihnen wurden ein Jahr später Süddeutscher Meister.

Rudolf Wetzler (vor 1896–nach 1907) war ein deutscher Fußballspieler.

## Karriere

### Vereine
Wetzler, dem Karlsruher FV seit 1896 – mit einer Unterbrechungszeit von eineinhalb Jahren – angehörig, war in dem vom Verband Süddeutscher Fußball-Vereine ausgetragenen Regionalen Spielbetrieb im Bezirk Baden als Stürmer aktiv. Von Januar 1898 bis Juni 1899 war er für den Freiburger FC aktiv, mit dem er die erste Süddeutsche Meisterschaft gewann; am 8. Januar 1899 wurde in Karlsruhe der 1. FC Pforzheim mit 6:1 besiegt.
In der 1902 ausgetragenen Endrunde um die Süddeutsche Meisterschaft gehörte er der Finalmannschaft an, die nach dem 5:1-Halbfinalsieg am 23. Februar 1902 in Karlsruhe über den 1. FC Pforzheim am 6. April 1902 mit 4:0 beim 1. Hanauer Fußball-Club 1893 gewann. Diesen Erfolg erzielte er ein weiteres Mal und erneut gegen den vorgenannten Verein, der am 7. Dezember 1902 in Darmstadt mit 5:2 bezwungen werden konnte; die am 30. November 1902 mit dem FC Stuttgarter Kickers ausgetragene Halbfinalbegegnung zuvor endete mit 7:0. 1904 als Sieger aus dem Gau Mittelbaden hervorgegangen, nahm er erneut an der Endrunde um die Süddeutsche Meisterschaft teil und setzte sich mit seiner Mannschaft im Viertelfinale – wenn auch erst im Wiederholungsspiel gegen den Straßburger FV – und anschließend im Halbfinale gegen den FC Stuttgarter Kickers durch. Am 27. März gewann er mit seinem Verein seinen dritten Titel, da der FC Germania Frankfurt im Finale um die Süddeutsche Meisterschaft mit 5:0 in die Schranken verwiesen werden konnte. Das am 26. März 1905 gegen den 1. Hanauer Fußball-Club 1893 angesetzte Finalspiel fiel aus; da die Hanauer Mannschaft nur mit zwei Spielern antrat, erklärte der Schiedsrichter den Karlsruher FV mit 5:0 zum Sieger. 
Für die Mannschaft kam er in der Endrunde um die Deutsche Meisterschaft zweimal zum Einsatz. Sein Debüt gab er am 28. Mai 1905 auf dem Hanauer Exerzierplatz, auf dem der Duisburger SpV im Viertelfinale durch das von Julius Zinser in der 45. Minute erzielte Tor mit 1:0 bezwungen wurde. Mit einem Freilos im Halbfinale erreichte er das am 11. Juni 1905 in Köln ausgetragene Finale um die Deutsche Meisterschaft im Weidenpescher Park. Doch gegen den BTuFC Union 92, dem Meister des Verbandes Berliner Ballspielvereine, unterlag er mit seinem Verein mit 0:2.
1906 musste sein Verein die Meisterschaft im Gau Mittelbaden dem 1. FC Pforzheim überlassen, obwohl sie die Saison als Meister gewann. Der nur für die zweite Mannschaft spielberechtigte Heinrich Link wurde in der ersten Mannschaft eingesetzt; somit wurden alle Spiele gegen die Mannschaft gewertet. 1907 wurde die Meisterschaft im Gau Mittelbaden gewonnen und die Mannschaft war diesbezüglich für die Endrunde Südkreis qualifiziert, die jedoch der Freiburger FC gewann. 

### Auswahlmannschaft
Wetzler bestritt zudem die ersten drei der sieben „Ur-Länderspiele“. Er gehörte der deutschen Auswahlmannschaft an, die die beiden mit 7:0 und 2:1 gewonnenen Vergleichswettkämpfe gegen White Rovers Paris und einer Stadtauswahl von Paris am 12. und 13. Dezember 1898 gewann, sowie der, die den Vergleichswettkampf am 23. November 1899 auf dem Athletik-Sportplatz in Charlottenburg mit 2:13 gegen eine englische Auswahlmannschaft verlor.

## Erfolge
- Zweiter der Deutschen Meisterschaft 1905
- Süddeutscher Meister 1899 (mit dem Freiburger FC), 1902, 1903, 1904, 1905 (mit dem Karlsruher FV)
- Südkreismeister 1905
- Meister Gau Mittelbaden 1904, 1905, 1907